# Progetto Venona
Il progetto Venona fu un programma di collaborazione tra le agenzie di spionaggio degli Stati Uniti d'America con il MI5 e il GCHQ del Regno Unito, le cui attività si svolsero dal 1943 al 1980.
Scopo era la decodifica dei messaggi spediti dalle diverse agenzie di spionaggio sovietiche. Di questa indagine si conoscono 13 nomi in codice. Venona, termine privo di un significato noto, fu l'ultimo nome di questo progetto.
Nei primi anni della guerra fredda, Venona avrebbe fornito alle potenze occidentali informazioni importanti sulle attività dell'intelligence sovietica. Anche se ignoto all'opinione pubblica e persino a presidenti come Franklin Delano Roosevelt e Harry Truman, il progetto ebbe una notevole importanza in molti eventi di quegli anni, come nel caso Rosenberg.